# ادنمور (ایلینوی)
ادنمور، ایلینواس (به انگلیسی: Adenmoor, Illinois) در ایالات متحده آمریکا است که در ایلی‌نوی واقع شده‌است.

## خصوصیات
ادنمور ۱۸۸٫۹۸ متر بالاتر از سطح دریا واقع شده‌است.